# Louis Sainte-Marie-Perrin
Louis Jean Sainte-Marie Perrin (Lione, 1835 – Lione, 1917) fu un architetto francese vissuto a cavallo fra il XIX ed il XX secolo.
Cattolico fervente, portò a termine la costruzione della basilica di Notre-Dame de Fourvière.

## Biografia
- 1859: frequenta la Scuola delle Belle Arti di Parigi ove è allievo di Charles-Auguste Questel;
- 1868: diventa isspettore dei lavori pubblici per la Scuola nazionale veterinaria di Lione
- 1869: diventa architetto-capo della Scuola veterinaria
- 1871: aiuto di Pierre Bossan, che rimpiazza poi nel proseguimento della realizzazione della  basilica di Notre-Dame de Fourvière, a Loone, della quale porta a termine in particolare gli stalli e la decorazionedécoration[2].

## Opere principali
- 1864: cappella del castello di Dortan (Ain)
- 1865: chiesa di Saint-Cyr au Mont-d'Or (Rhône).
- 1869: facciata della chiesa di San Bruno delle Certose di Lione
- 1878: monastero delle clarisse, a Lourdes
- 1886: ospizio dell'œuvre de la Croix, a Lione
- 1890 : cappella delle suore carmelitane, a Oullins
- 1901 : gran seminario di filosofia di Sainte-Foy, a Lione